# Bibio anglicus
Bibio anglicus är en tvåvingeart som beskrevs av George Henry Verrall 1869. Bibio anglicus ingår i släktet Bibio och familjen hårmyggor. Inga underarter finns listade i Catalogue of Life.

## Bildgalleri

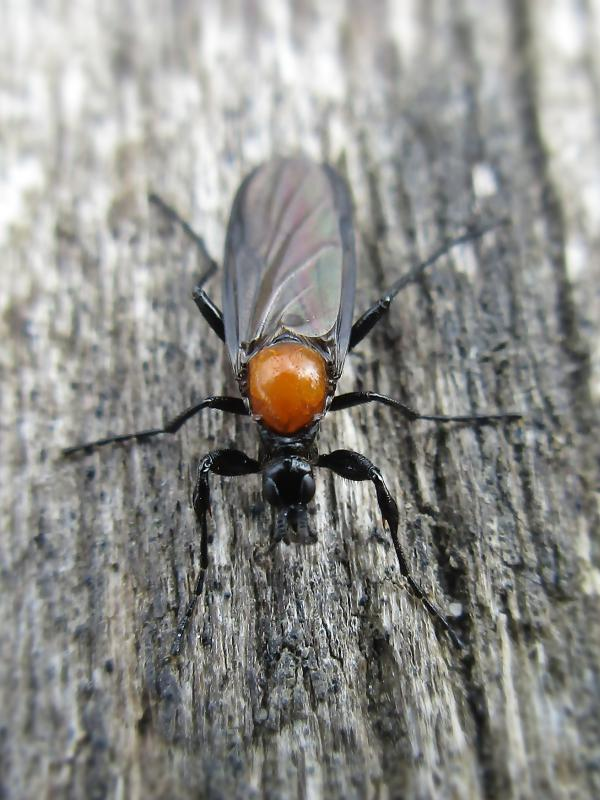
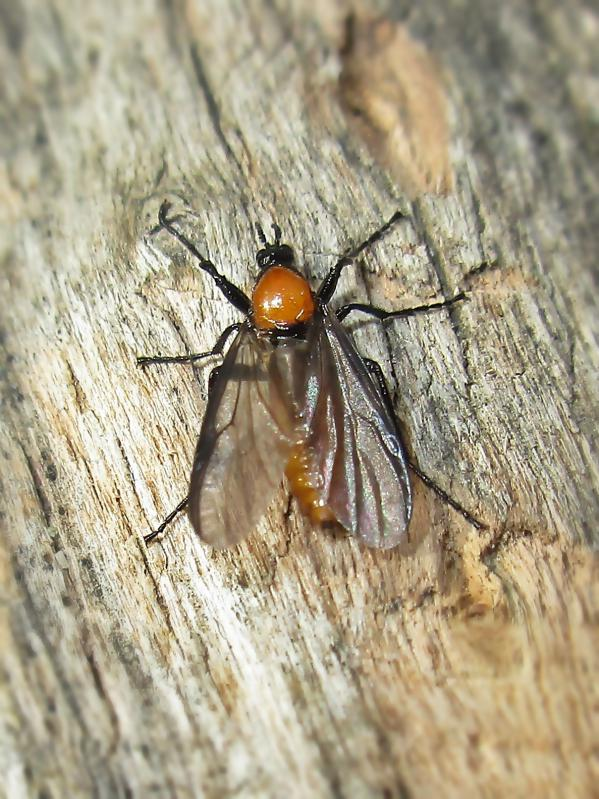
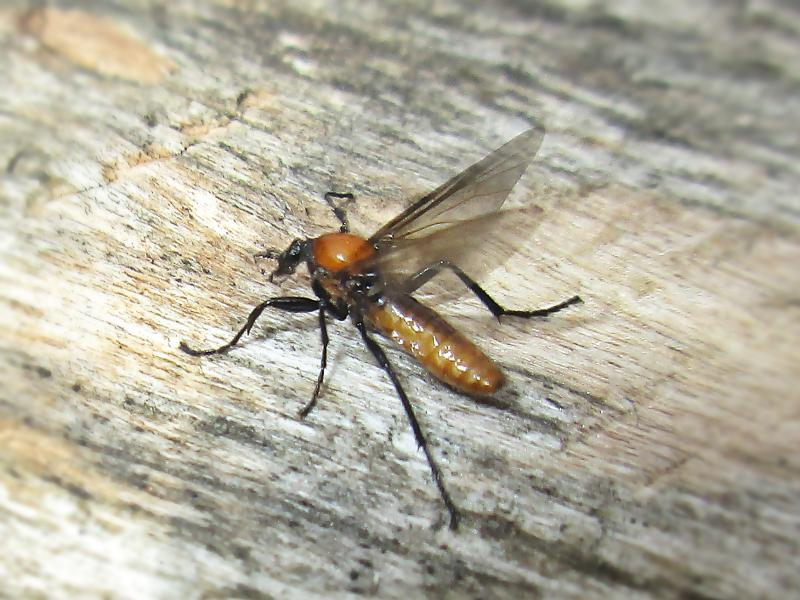